# Gerard Kanduth

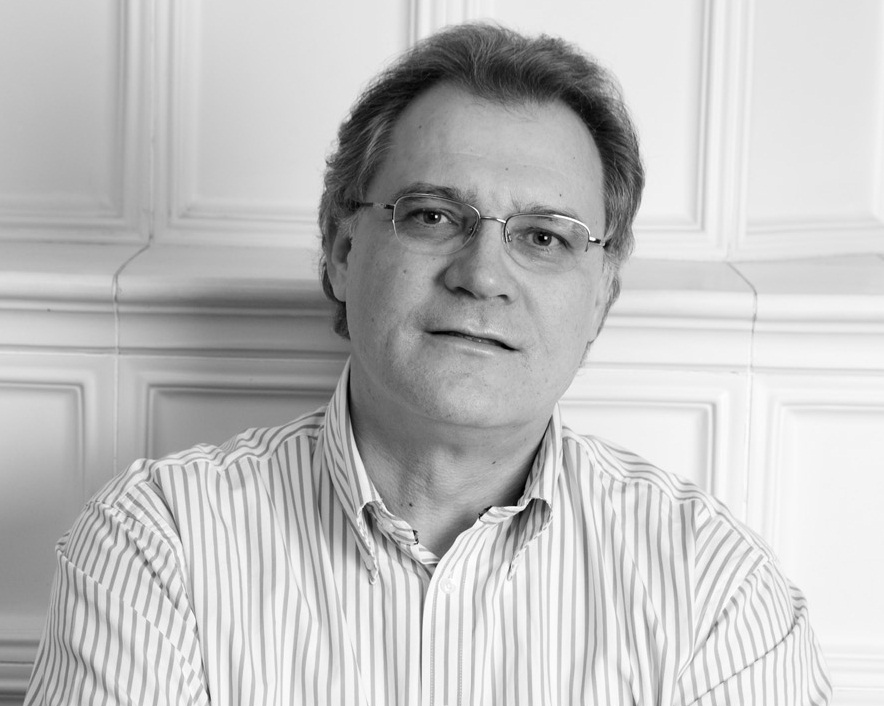
Gerard Kanduth, 2011

Gerard Kanduth (* 4. September 1958 in Lienz) ist ein österreichischer Jurist und Schriftsteller.

## Leben
Gerard Kanduth verbrachte seine Kindheit in Kötschach-Mauthen im Gailtal, besuchte von 1968 bis 1976 als Internatsschüler des Bundeskonvikts Lienz (als sog. „Konviktler“) das neusprachliche Gymnasium in Lienz und studierte von 1977 bis 1983 an der Universität Wien Rechtswissenschaften. Er wurde 1987 zum Richter ernannt und arbeitete seit 1996 bis 2022 am Landesgericht Klagenfurt als Rechtsmittelrichter in Zivilsachen.
Kanduth ist Mitglied der IG Autorinnen Autoren und des Kärntner Schriftstellerverbandes, nunmehr: Kärntner SchriftstellerInnenverbandes, den er von 2002 bis 2016 als Präsident leitete. Er begegnet in seiner oft haikuartigen, aphoristischen Gedankenlyrik dem inneren und äußeren Alltag mit Wortwitz und Sprachgefühl, aber auch mit sozialem Engagement und schreibt nunmehr vorwiegend essayistische und satirische Prosa. 2016 erhielt er den Kulturpreis der Stadt Klagenfurt.

## Werke

### Buchveröffentlichungen
- Entsprechungen, Gedichte und Bilder. Edition Garamond, Wien 1999, ISBN 3-85306-013-7.
- Der Wal auf der Festplatte, Gedichte. Neues Literaturkontor, Bielefeld/Münster 2000, ISBN 3-920591-60-7.
- Strandung, Gedichte und andere Kurztexte mit Bildern von Bernd Svetnik. Neues Literaturkontor, Bielefeld/Münster 2002, ISBN 3-920591-65-8.
- Durch die Gleitsichtbrille - Ein heiter-ironisches Panoptikum. Mohorjeva/Hermagoras, Klagenfurt/Laibach/Wien 2011, ISBN 978-3-7086-0590-6.
- vice versa - Gedichte/pesmi/poesie. Mit einem Vorwort von Fabjan Hafner und Übersetzung ins Slowenische von Janko Messner und ins Italienische von Erika Kanduth. Mohorjeva/Hermagoras, Klagenfurt/Laibach/Wien 2012, ISBN 978-3-7086-0689-7.
- lichtbilanz - gedichte und bilder. Mit einem Vorwort von Engelbert Obernosterer. Mohorjeva/Hermagoras, Klagenfurt/Laibach/Wien 2025, ISBN 978-3-7086-1358-1.

### Anthologiebeiträge (Auswahl)
- Klagenfurt/Celovec - Europa erlesen. Hrsg. Vinzenz Jobst. Wieser Verlag, Klagenfurt/Celovec 2006, ISBN 3-85129-564-1.
- Mein Café. Kaffeehauskultur in Kärnten. Hrsg. Gabi Russwurm-Biró. Mohorjeva/Hermagoras, Klagenfurt/Laibach/Wien 2008, ISBN 978-3-7086-0361-2.
- Witterungen. Fährten, Stimmen, Texte. Materialien zu Engelbert Obernosterer. Hrsg. Walter Fanta, Katharina Herzmansky, David Pölzl. Kitab Verlag, Klagenfurt/Wien 2008, ISBN 978-3-902585-01-1.
- Aus dem Gedächtnis in die Erinnerung - Die Opfer des Nationalsozialismus im Oberen Drautal. Hrsg. Peter Pirker, Anita Profunser. Drava, Klagenfurt/Wien 2012, ISBN 978-3-85435-677-6.
- literatur/a jahrbuch 2013/14. Hrsg. Klaus Amann, Fabjan Hafner, Doris Moser. Ritter, Klagenfurt 2014, ISBN 978-3-85415-507-2.
- Villach/Beljak - Europa erlesen. Hrsg. Lojze Wieser, Vinzenz Jobst. Wieser Verlag, Klagenfurt/Celovec 2015, ISBN 978-3-99029-074-3.
- Mein Garten. Kärntner Autorinnen und Autoren über ihre Gärten. Hrsg. Gabi Russwurm-Biró. Drava,  Klagenfurt/Celovec 2015, ISBN 978-3-85435-760-5.

## Herausgeber
- Tagbilder und Gegenwelten. Anthologie des Kärntner Schriftstellerverbandes. Mohorjeva/Hermagoras, Klagenfurt/Laibach/Wien 2004, ISBN 3-7086-0022-3.